# 托馬斯·迪德隆
托馬斯·迪德隆（法語：Thomas Didillon；1995年11月28日—）是一位法國足球運動員。在場上司職門將。現効力比利時甲組聯賽A球隊布魯日舒高。他也代表法國青年國家足球隊參賽。